# 1875 en chimie
Cet article présente les faits marquants de l'année 1875 en chimie.

## Évènements
- 27 août : le chimiste français Paul-Émile Lecoq de Boisbaudran découvre par spectroscopie les indices d'un nouvel élément chimique, le gallium[1],[2]. C'est la découverte du premier des éléments prédits par Mendeleïev.

- Le biologiste allemand Ernst Felix Hoppe-Seyler, qui a consacré l’essentiel de ses travaux aux acides aminés, met au point une méthode de classification des protéines[3].
- Le chimiste allemand Emil Fischer découvre la phénylhydrazine[4].
- Le chimiste américain Willard Gibbs introduit la notion d'énergie libre[5].
- À l'Institut de physique de Strasbourg, les physiciens August Kundt et Emil Warburg démontrent que la vapeur de mercure est un gaz monoatomique[6].
- La synthèse de la vanilline est réussie par Friedrich Tiemann[7].

## Prix
- Faraday Lectureship : August Wilhelm von Hofmann[8]

## Naissances
- 16 janvier[9] : Leonor Michaelis (mort en 1949), biochimiste et médecin allemand.
- 2 juillet[10] : Fritz Ullmann (mort en 1939), chimiste allemand.
- 11 septembre[11] : Edith Humphrey (morte en 1978), chimiste britannique.
- 23 octobre[12] : Gilbert N. Lewis (mort en 1946), chimiste américain ; il a isolé le deutérium.
- 14 novembre : James Watson Bain (mort en 1964), chimiste canadien.

## Décès
- 24 avril[13] : Georg Ludwig Carius (né en 1829), chimiste allemand.
- 15 novembre[14] : Paul Havrez (né en 1838), chimiste belge.